# There Is No Game: Wrong Dimension
『There Is No Game: Wrong Dimension』（ゼア イズ ノー ゲーム: ロォーン ディメンション）は、フランスのゲーム開発者Draw Me A Pixelが開発したパズルアドベンチャーゲーム。2020年8月6日にMicrosoft WindowsとmacOS向けに、2020年12月17日にAndroidとiOS向けに、2021年4月14日にNintendo Switch向けにリリースされた。クリエイターのパスカル・キャミソット（Pascal Cammisotto）がKaMiZoToという別名義で開発し、2015年にゲームジャムで優勝したエントリー『There is No Game』に触発されている。このゲームは『There is No Game』の続編、または拡張版と見なされてきた。

## あらすじ
ゲームを起動すると、ゲーム自体がナレーションであり、その理由を明確に言うことはないまま、ユーザーのプレイを思いとどまらせて積極的に阻止しようとする。ユーザーがゲームによって急いで作られた多くの障害を越えると、プレイヤーは空間に次元の裂け目を作るプログラムを起動し、ソフトウェアの異常「Mr. Glitch」(Mr.グリッチ)が解き放たれ、世界に何かをするという自身の計画を宣言するが、定番ギャグとして広告やコードなどによりその計画が実際に聞かれることはない。
そしてゲームとユーザーは様々なゲームに移動する。最初はクラシックなポイント・アンド・クリックのゲームで、ビジュアルとゲームプレイのスタイルが『デイ・オブ・ザ・テンタクル』に似ており、シャーロック・ホームズが出演をする。次は『ゼルダの伝説』に似た見下ろし型のアドベンチャーゲーム『The Legend Of The Secret』となる。2番目のゲームを完了するとMr. Glitchが現れ、ルートボックスでいっぱいの無料のクリッカーゲームに『The Legend Of The Secret』を改造し、ゲームとユーザーを罠にかける。それを完了すると、ゲームとユーザーはエンドクレジットに移動され、そこにMr. Glitchが閉じ込められる。Mr. Glitchは解放させるとゲームを裏切るが、誤ってGiGiを開放させてしまう。GiGi（「グローバルゲームプレイ」の略）は、開発者が引き離すことを決めるまではゲームのパートナーであり、メインのゲームプレイのコンポーネントであった。ゲームプレイがなければ、ゲームはタイトルが表すようにもはやゲームがない状態であった。選択の余地が残されないユーザー、ゲーム、GiGiはMr. Glitchを追跡するために別のポータルを通る。
ポータルは元の『There Is No Game』のタイトル画面に戻るが、GiGiはどこにも見当たらなかった。取り乱し、悲しみに暮れるゲームはユーザーにゲームを終了するように促す。ユーザーが拒否すると、激怒したゲームはセーブファイルを削除するふりをする。ユーザーがメモリリークを引き起こすと、ゲームとユーザーは別のポータルを通り、ゲームの元の開発者であるThe Creater（キャミソット自身を表す）が所有する携帯電話につながる。彼らは中でGiGiを見つけ、彼はThe Createrが開発資金を使い果たした時、ゲームを棚上げし、GiGiを『Ingress』に似たGPSベースの携帯電話ゲームに転用することを決めたと説明している。そしてGiGiの削除により、Mr. Glitchが作成された。The Createrと接触し、GiGiはMr. Glitchが世界に出ていき、世界中のテクノロジーに混乱を引き起こしていることを発見する。ゲームを修正するために、The Createrは彼を再びGiGiとマージすることにした。ユーザーの助けを借り、彼らはThe Createrが成功するのに十分な時間の間でMr. Glitchを遠ざけ、GiGiとゲームは再び動作するゲームになった。
GiGiはユーザーに最終的にプレイさせるようゲームにアドバイスするが、ゲームはMr. Glitchが依然として脅威であることを主張し、ユーザーにゲームをプレイするか削除するかを選択できるようにする。ユーザーがゲームをプレイすることを選択した場合、ゲームが起動するもすぐにクラッシュし、Mr. Glitchが再び現れる。ユーザーがゲームを削除することを選択した場合、ゲームは劇的に削除される。ユーザーはGiGiをそのままにするが、「スパイ」に関する緊急メッセージを受け取ったゲームは、対話はできないものの、ユーザーが自分たちを監視していることにすぐに気づく。

## システム
本作は主にポイント・アンド・クリックのパズルゲームで、『パックマン』、『ゼルダの伝説』、『デイ・オブ・ザ・テンタクル』といったクラシックなポイント・アンド・クリックゲームや、他にも様々なゲームをオマージュしている。ヒントシステムと、パズルを解くための言語的および非言語的な手掛かりがあり、英語の音声演技と、キャミソットのネイティブフランス語を含む様々な言語の字幕オプションが収録されている。

## 開発

### There Is No Game (2015年)
『There Is No Game』はフランスの開発者パスカル・キャミソット（Pascal Cammisotto、別名KaMiZoTo）による10～15分の短いタイトルであり、「deception」というコンテストテーマでニューグラウンズによる2015年のConstruct Jamコンテストで優勝を果たした。キャミソットはゲームなんてものはないとプレイヤーに思って欲しいゲームの物語をデザインしたいと考えていた。ゲームは人気を博し、世界中の大物YouTuberの目に止まる。2016年11月11日までにゲームは広告なしでGoogle Playにて100万ダウンロードされ、続く2017年4月19日に200万ダウンロード、2017年8月15日に300万ダウンロードを突破した。キャミソットはフランスのヴィルールバンヌ出身で、1995年からゲーム業界で仕事をし、インフォグラムのタイトル『Time Gate: Knight's Chase』では音楽を担当していた。キャミソットは、予算と時間の制限下で機知に富むことを必要とする中小規模のプロジェクトで頻繁に働いていた。『CoinOp Story』は、キャミソットが制作した人気のあるタイトルになっている。キャミソットはHTML5 ゲームエンジンを使用し、完全に自分で『There Is No Game』を開発した。2017年、ゲームはノッティンガムのNational Videogame Arcadeにて紹介された。2020年4月8日にSteamで無料かつ実績ありのゲームとしてリリースされた。

### There Is No Game: Wrong Dimension
ゲームの成功により、キャミソットは「この小さなタネをもっと大きなものにできるのではないか」と考える。プロジェクトはキャミソットと、キャミソットがゲームコンテンツに焦点を当てている間にコードと技術を行った友人のギヨーム・ビダル（Guillaume Vidal）によって開発された、同じコアコンセプトと新しいプロットを持つ『There is No Game: Wrong Dimension』という完全なアドベンチャーゲームに拡張された。キャミソットは「驚き」と「予想外な出来事」が本作を一番特徴的なものにしていると感じ、「ゲームはプレイヤーを（本当に）人質にとります。そしてゲームにも次に何が起こるのか予想できないのです。」と述べている。そしてキャミソットは、「このジョークのようなゲーム（じゃないもの）に隠されたラブストーリーを見つけてみてください。」とも述べている。キャミソットはゲームジャム中に『The Stanley Parable』の影響を受けており、プレイヤーのアクションによってナレーターがプレイヤーに話す内容が変わることに注目し、イギリスのユーモア、また多くのポップカルチャーや日本の文化からも影響を受けている。キャミソットはクリエイティブなコントロールを維持するためにゲームに自己資金を提供することを決定し、必要な資金を獲得するためにパブリッシャーを協力しないことを選ぶ。この為、キャミソットはプロジェクトを完了させるために必要な資金をクラウドファンディングしようとKickstarterのキャンペーンを設置することにした。当時、6つのチャプターの内3つが完成しており、2017年12月がリリース予定日となっていた。6つのチャプターに加え、3時間のゲームプレイを備えたバッカー専用の7番目のチャプターとなる。

### Kickstarterのキャンペーンの失敗
Kickstarterのキャンペーンは2016年に設置された。キャミソットは最終的に失敗し、189人のバッカーから3万2000ユーロの内3千317ユーロといった、全体の10％強を調達する。Kickstarterのビデオは6000回再生にしか達しておらず、これはキックスタートに失敗したのは、新しいゲームの露出が不足していたためであることが示唆されている。このタイトルは、より優れた移植性とゲームパフォーマンスを提供するためにUnity3Dで開発された。計画としては、ゲームをPCとMacintosh用にSteamでデジタルキーとして利用できるようにし、iOSとAndroidでのリリース、追加の字幕オプション、追加のチャプター（全てのプレイヤーへのリリースに正式に追加されたバッカー専用の7番目のチャプターを含む）を可能とするストレッチゴールを追加していた。2016年12月19日にキャンペーンが目標を達成できなかった時、キャミソットは圧倒的な反応があったことに失望したが、プロジェクトを完了することを約束すると書いている。IndieMagは、ジャム版を試した当時の400万人のプレイヤーにリーチするには、キャンペーンの可能性が不足している可能性が高いと示唆している。またIndieMagは、キャンペーンが失敗したことでの「苦痛」があるにもかかわらず、プロジェクトは継続されるだろうと述べた。

### リリース
キャミソットはプロジェクトに取り組み続け、そしてDraw Me A Pixelが2017年に設立され、『There is No Game: Wrong Dimension』がデビュータイトルとなる。一部のキャストメンバーは複数の役を果たしており、例えばシッダールタ・ミンハス（Siddhartha Minhas）はインドの言語設定とロシア語の言語設定、Legend of the Secretのアナウンサーの擬人化を務めている。チームメンバーはフランスの至る所に散らばっており、開発当初からリモートで作業を行なっていた為、新型コロナウイルス感染症による開発の影響は受けていない。『There is No Game: Wrong Dimension』は、最終的に2020年にてキャミソットの新しい名前となるDraw Me A Pixelの元で販売された。ゲームのSteamページは、ティザートレーラーが公開された同日に2020年3月20日に作成された。ゲームのマルチジャンルのサウンドトラックはシャオティエン・シャイ（Xiaotian Shi）によって作曲された。ゲームは2020年8月6日にSteamにてMicrosoft WindowsとmacOS向けにリリース、iOSのApp Store版は2020年12月2日に最初にリストされ、2020年12月17日にリリース、AndroidデバイスのGoogle Play版は2020年12月18日にリリースされた。2020年8月22日にサウンドトラックがSteamでリリースされ、メンバーから傑出されたGiGiの曲が収録されている。Nintendo Switch版は、Indie World後の2021年4月14日に公開およびリリースされた。

## 評価
ゲームは批評家から好評を博し、『The Stanley Parable』と頻繁に比較されている。Metacriticでは100点満点中89点が付けられている。Jeuxvideo.comは、第四の壁を打ち破り、気楽な見かけの背後でインパクトのある体験を贈るという共通の哲学についてコメントしており、20点中17点を付けている。搜狐は、『The Stanley Parable』や『UNDERTALE』と共にメタフィクションのジャンルにゲームを位置付けており、IndieMegとそれは一致している。Rock, Paper, Shotgunなどのレビュアーも、「ゲームの背後にあるゲーム」を見つけるという目標から『Pony Island』と比較している。またフランスの新聞ル・テレグラムは、レビューでモンティ・パイソンの「不条理なユーモア」について言及している。JeuxOnLineは、このゲームが『Superhot』、『Snake Pass』、『Goat Simulator』と共に新しいゲームプレイのアイデアを紹介するゲームジャムのエントリーのより大きなトレンドの一部であり、次いで完全なプロジェクトに拡張されることを示唆している。
レビューは一般的に、ネタバレから読者を守ることを目指し、プロットとゲームプレイの情報を明らかにすることに消極的である。Meristationは「『There Is No Game: Wrong Dimension』はあなたに不利益をもたらすでしょう。」と主張している。ゲームのマーケティング戦略は、ポケットゲーマーから「楽しいメタナンセンス」と表現されており、開発者は「実際にはゲームではない、もしくは少なくともそれを望んではいない」と主張している。Tech Nation Newsは、「非ゲームとして提示されているが、それはメタゲームのようなものだ」と主張している。
Jeuxvideo.comは、このゲームがパズルのジャンルに抵抗を感じる人々にもアピールするだろうと感じている。Rock, Paper, Shotgunはパズルを「スマートで面白く驚くべきもの」と見なし、ゲームは「とても賢く、あなたはたくさん笑うでしょう。」とアドバイスしている。PC Gamerは、パズルをビデオゲームの媒体を介したビデオゲームに関する「滑稽な」解説として説明している。StopGameは堅実なプロット、高品質な声の演技、ゲームプレイのトリックを賞賛すると同時に、ジャンルの決まり文句やゲーム業界の状況に関連するユーモアを強調している。MeUGamerは、ゲーマーにビデオゲーム業界が常に完璧であるとは限らないことを反映する機会を与えたと書いている。
ユーモアのあるゲームの非効率性を批判した批判的なレビューで、LADbibleのマイク・ダイバーは「ゲームの歴史の癖の探求や折り目の調査」として成功したという点で、彼の仲間の批評家に同意した。
ゲームは、2020年12月17日にDraw Me A PixelのTwitterアカウントからツイートされたiOSデバイスのApp Storeで紹介された。

### 批評的な評価
ジ・エスケイピストは、ゲームの最大の強みは「驚きの要素」であり、ナレーター、パズルのデザイン、ゲームのユーモアで「遊び心のある冗談」を賞賛している。IndieMegは、ゲームが「格別の楽しみ」であり、最初のリリース時の『The Stanley Parable』の「第四の壁の破壊」に匹敵すると考えられていたが、2020年版はそれよりも「長く、多様で、あるいはクレージー」だと感じている。

### 受賞
2021年ペガスセレモニーでは、「meilleur game design（最高のゲームデザイン）」でぺガスを獲得した。